# Margrit von Dach
Yla Margrit von Dach Guesnon (auch: Margrit von Dach, * 24. Juni 1946 in Lyss, Kanton Bern) ist eine Schweizer Schriftstellerin und Übersetzerin.

## Leben
Yla Margrit von Dach absolvierte ein Lehrerseminar in Bern. Anschliessend war sie als Journalistin tätig. Sie besuchte die Schule für Angewandte Linguistik in Zürich, die sie mit einem Diplom in Publizistik abschloss. Es folgten Aufenthalte in Bern, Paris und Biel. 1980 nahm sie am Ingeborg-Bachmann-Wettbewerb in Klagenfurt teil.
Yla Margrit von Dach ist Verfasserin von erzählerischen Werken. Doch hauptsächlich übersetzt sie aus dem Französischen. Ihr erster Auftrag war L’enfant triste von Michel Campiche. 1989 unterrichtete sie als «Translator in Residence» am neu eröffneten Centre de Traduction an der Universität Lausanne Studierende.
2018 befand die Jury des Schweizer Literaturpreises von Dach trage dazu bei, Autorinnen und Autoren aus Frankreich und insbesondere der Romandie im deutschen Sprachraum bekannt zu machen. Sie sei eine Sprachkünstlerin, die mit Sorgfalt und Ideenfülle «die im Original verborgenen Finessen auch in der anderen Sprache hervorzubringen vermag».
Yla Margrit von Dach ist Mitglied des Verbandes Autorinnen und Autoren der Schweiz.
Während ihr der Vornamen Margrit nicht gefiel, sagt sie «bei Yla wusste ich sofort: Das passt.» Sie liess den Vornamen amtlich ändern.
Sie lebt in Paris und Biel.

## Auszeichnungen
- 1982: Buchpreis des Kantons Bern
- 1998: Prix d’encouragement pour traducteurs et traductrices de la collection CH = Förderpreis für Übersetzer und Übersetzerinnen = Premio d’incoraggiamento per traduttori e traduttrici
- 2000: Prix lémanique de la traduction der Universität Lausanne
- 2016: Terra Nova Schillerpreis für literarische Übersetzung für den Roman Melken mit Stil von Jean-Pierre Rochat
- 2018: Spezialpreis Übersetzung Schweizer Literaturpreise

## Werke
- Geschichten vom Fräulein. Verlag Sauerländer, Aarau u. a. 1982 ISBN 3-7941-2271-2.
- Niemands Tage-Buch. Zytglogge Verlag, Gümligen u. a. 1990 ISBN 3-7296-0339-6.
- PhiloZoo Cortège der Tiere Un Cortège des Animaux. Verlag die brotsuppe, Biel 2007, ISBN 978-3-905689-22-8.
- Das Konterfei. Eine Welt in Spiegelsplittern. Verlag die brotsuppe, Biel 2020 ISBN 978-3-03867-001-8.

### Herausgeberin
- Le miroir aux traducteurs oder Wie würden Sie das übersetzen? Lausanne 1992

### Übersetzungen (Auswahl)
- Nathacha Appanah: Blue Bay Palace. Basel 2006
- Michel Beretti: Die Natur der Dinge. Lausanne 2003
- Jean-Claude Boré: Worte der Wüste. Genf 2003
- Michel Campiche: Das traurige Kind. Benziger, Zürich [u. a.] 1981
- Sylviane Chatelain: Das Manuskript. Bern 1998
- Catherine Colomb: Zeit der Engel. Kopf oder Zahl. Bern 1997 (übersetzt zusammen mit Maria Dessauer)
- Isabelle Daccord: Der Grabe. Lausanne 2000
- Isabelle Daccord: Die Ratten, die Rosen. Lausanne 2001
- François Debluë: Jubel Trubel. Zürich 1993
- Marie-Claire Dewarrat: Der Winter des Kometen. Zürich 1989; wieder Basel 2004
- Marie Féraud: Wie Engel ohne Flügel. Aarau u. a. 1982
- Alice Ferney: Eine Kette schöner Frauen. Reinbek 1997
- Markus Hediger: Ne retournez pas la pierre – Dreht den Stein nicht um. Français – Deutsch (CD Audio), Arsmedia, Schöftland 1999
- Markus Hediger: Va-t'en. Oublie / Geh. Vergiss. Gedichte 1981–2013, Übersetzung unter Mitarbeit des Autors, Wolfbach Verlag, Zürich 2014, ISBN 978-3-905910-47-6
- Anne-Marie Im Hof-Piguet: Fluchtweg durch die Hintertür. Frauenfeld 1987
- Monique Laederach: Allein durchs Labyrinth. Zürich 1985
- Monique Laederach: Zu klein für den lieben Gott. Zürich 1988
- Janine Massard: Drei Hochzeiten. Bern 1999
- Michel Layaz: Die fröhliche Moritat von der Bleibe. Verlag die brotsuppe, Biel 2014
- Michel Layaz: Auf dem Laufband. Verlag die brotsuppe, Biel 2017
- Marco Paoluzzo: Ethiopia. Bern [u. a.] 2007 (übersetzt zusammen mit Lucy Délèze-Black)
- Reza: Kurdes. Berne 1995 (übersetzt zusammen mit Catherine Touaibi und Esther Woerdehoff)
- Marius Daniel Popescu: Die Farben der Schwalbe. Verlag die brotsuppe, Biel 2017
- Jean-Pierre Richardot: Die andere Schweiz. Berlin 2005 (übersetzt zusammen mit Gabriela Zehnder)
- Jean-Pierre Rochat: Melken mit Stil. Verlag die brotsuppe, Biel 2015
- Jean-Pierre Rochat: Nebelstreif. Verlag die brotsuppe, Biel 2019
- Sylviane Roche: Der Salon Pompadour. Solothurn u. a. 1995
- Henri Roorda: Mein Selbstmord. Verlag die brotsuppe, Biel 2010
- Henri Roorda: Ein lauwarmer Planet mit Läusen: Betrachtungen eines Weltbürgers. Verlag die brotsuppe, Biel 2011
- Henri Roorda: Das denkelnde Schilfrohr: Ausgewählte Chroniken. Verlag die brotsuppe, Biel 2013
- Antoinette Rychner: Der Preis. Verlag die brotsuppe, Biel 2018
- Catherine Safonoff: Die Umkehr. Zürich u. a. 1986
- Jean-Michel Thibaux: Die brennenden Seelen. Zürich 1991
- Jean-Michel Thibaux: Das eisige Gold. Zürich u. a. 1996
- Jean-Michel Thibaux: Das Geheimnis des Abbé Saunière. Bergisch Gladbach 2006
- Jean-Michel Thibaux: Das Gold des Teufels. Zürich 1989
- Jean-Michel Thibaux: Die sieben Geister der Revolte. Zürich 1993
- Henri Troyat: Rasputin. Düsseldorf u. a. 1998
- Alexandre Voisard: Das Jahr der dreizehn Monde. Zürich u. a. 1985
- Marc Vuilleumier: Flüchtlinge und Immigranten in der Schweiz. Zürich 1989